# Euceratia
Euceratia is een geslacht van vlinders van de familie spitskopmotten (Ypsolophidae).

## Soorten
- E. castella Walsingham, 1881
- E. securella Walsingham, 1881